# Schwarzenberg
Schwarzenberg (formellt: Schwarzenberg/Erzgeb.) är en stad (Große Kreisstadt) i Landkreis Erzgebirgskreis (fram till 31 juli 2008 Landkreis Aue-Schwarzenberg) i den tyska delstaten Sachsen. Staden har cirka 16 000 invånare.

## Historia
Huvudartikel: Republiken Schwarzenberg
Ett område runt Schwarzenberg förblev icke-ockuperat under 42 dagar efter andra världskrigets slut våren 1945, innan sovjetiska trupper tågade in den 24 juni 1945. I efterhand har området blivit känt som "Republiken Schwarzenberg".

## Geografi
Staden ligger på mellan 427 och 823 meters höjd.

### Gränser
Angränsande Gemeinden är i nordost Grünhain-Beierfeld, i öster Raschau, i sydost Pöhla, i söder Rittersgrün, i sydväst Breitenbrunn, Erlabrunn och Sosa samt i väster Bockau och Lauter-Bernsbach.

## Politik
Borgmästare är Heidrun Hiemer (CDU), som valdes 2001.

### Vänort
Wunsiedel i Bayern, Tyskland